# Saint-Jacques, Alpes-de-Haute-Provence

Sainte-Croix-du-Verdon este o comună în departamentul Alpes-de-Haute-Provence din sud-estul Franței. În 1 ianuarie 2022 avea o populație de 72 de locuitori.